# У нетрях, де ріки біжать…
«У нетрях, де ріки біжать...» (рос. «В дебрях, где реки бегут...») — радянський художній фільм 1987 року, знятий на кіностудії «Центрнаукфільм».

## Сюжет
За романом канадського письменника Джеймса Олівера Кервуда «У нетрях півночі». Одного разу в люту зиму студент Роджер Мак-Кей змусив крамаря роздати індіанцям запаси продовольства. Ховаючись від правосуддя, герой зустрічає в глухому краю Нейду — сироту, виховану в сім'ї торговця краденим віскі, яка мріє скоріше видати її заміж за багатія-сусіда. Роджер і Нейда, полюбивши один одного, вирішують таємно обвінчатися і покинути ці місця. Але Роджера виправдовують — і герой разом з коханою повертається в свій будинок.

## У ролях
- Людмила Заліська — Нейда
- Володимир Симонов — Роджер Мак-Кей
- Альгімантас Масюліс — Кассіді
- Віктор Сергачов — Джед Хокінс
- Ніна Засухіна — Ліз
- Михайло Зимін — батько Джон
- Ігор Кашинцев — Тевіш, полковник
- Лора Умарова — Жовта Птаха
- Руслан Ахметов — Великий Олень
- Анатолій Соловйов — Рей, корчмар
- Віктор Лазарев — старий у лісі
- Марина Гагнідзе — службовиця
- Ольга Симонова-Партан — індіанка

## Знімальна група
- Режисери — Олександр Згуріді, Нана Клдіашвілі
- Сценаристи — Олександр Згуріді, Нана Клдіашвілі
- Оператор — Володимир Климов
- Композитор — Іраклій Габелія
- Художники — Михайло Богданов, Лев Грудєв